# Bojkovice
Bojkovice (deutsch Bojkowitz, älter auch Boikowitz) ist eine Stadt im Südosten Tschechiens mit rund 4.500 Einwohnern und liegt im Zlínský kraj, Mähren.

## Lage
Die Stadt liegt im Tal der Olšava an den Einmündungen des Kolelač und der Koménka.

## Sehenswürdigkeiten
- Schloss Nový Světlov (deutsch Swietlau)
- Kirche sv. Vavřince (Barockgebäude aus dem 17. Jahrhundert)

## Kultur
Das MišMaš-Festival findet alljährlich am 2. Wochenende im Juni statt.
Neben tschechischen Künstlern und namhaften tschechischen Bands jeglicher Musikrichtungen treten auch internationale Künstler auf.